# Phyllophorus glaucus
Phyllophorus glaucus är en sjögurkeart. Phyllophorus glaucus ingår i släktet Phyllophorus och familjen svanssjögurkor. Inga underarter finns listade i Catalogue of Life.